# José Ramírez Gamero
José Ramírez Gamero (Victoria de Durango, Durango, 12 de junio de 1938-7 de julio de 2022) fue un político mexicano, miembro del Partido Revolucionario Institucional. Fue gobernador de Durango de 1986 a 1992, y ocupó otros varios cargos políticos como diputado y senador, además de líder sindical en la Confederación de Trabajadores de México (CTM).

## Origen y estudios
Fue hijo de Antonio Ramírez Martínez, líder de la Federación de Trabajadores del Estado de Durango hasta su muerte en 1996. Al igual que su padre, Ramírez Gamero ha realizado su trayectoria política mayoritariamente dentro de la Confederación de Trabajadores de México (CTM). 
Fue licenciado en Derecho egresado de la Universidad Juárez del Estado de Durango, institución en la que ejerció como docente y fue director del departamento de Educación Física de 1964 a 1976. Fue miembro del PRI a partir de 1965. En 1970 fue presidente del Colegio de Abogados de Durango y de 1972 a 1973 fue presidente de la Barra Mexicana de Abogados, sección Durango.

## Carrera política
Ocupó numerosos cargos públicos, como jefe del departamento legal de la Tesorería General del Gobierno y procurador de la Defensa del Trabajo en Durango, actuario notificador, regidor del ayuntamiento del municipio de Durango, así como jefe del departamento jurídico en el Consejo de Planeación y Urbanización, y jefe del departamento jurídico, ambos en el mismo municipio. Así mismo, en el gobierno federal fue presidente de la subcomisión de trabajo y justicia y de la subcomisión del sector social de la Secretaría del Trabajo y Previsión Social.
De 1970 a 1973 fue diputado a la LII Legislatura del Congreso del Estado de Durango y de 1975 a 1976 director de programas con el sector social en la Procuraduría Federal del Consumidor (PROFECO). Dejó este cargo al ser postulado por primera ocasión candidato a diputado federal, siendo elegido por el Distrito 4 de Durango a la L Legislatura de 1976 a 1979. Al termina la diputación retornó a la PROFECO con el cargo de subprocurador de organización colectiva hasta 1982. Desde 1976 fue consejero político nacional del PRI y de 1979 a 1986 fue secretario de Acción Política del comité ejecutivo nacional de la CTM.
En 1982 fue electo senador por Durango a las Legislaturas LII y LIII, cuyo periodo debió de haber concluido en 1988, sin embargo se separó de él en 1985 al ser postulado como candidato del PRI a gobernador de Durango en las elecciones de 1986. En dicho proceso electoral su principal competidor fue el candidato del PAN Rodolfo Elizondo Torres, presidente municipal de la capital del estado desde 1983. Oficialmente obtuvo el triunfo en la elección y gobernó el estado hasta 1992, aunque su victoria no fue reconocida por Elizondo, quien denunció un presunto fraude electoral. 
De 1990 a 1998 volvió a ser secretario de Acción Electoral de la CTM y a partir de 1996, al ocurrir el fallecimiento de su padre Antonio Ramírez, ocupó la secretaría general de la Federación de Trabajadores de Durango, cargo en el que permaneció por espacio de veinte años consecutivos, hasta 2016, en que declinó reelegirse y fue sustituido por Ricardo Fidel Pacheco Rodríguez.
Simultáneamente al liderazgo de la CTM duranguense, ocupó cargos legislativos: de 1994 a 1997 fue por segunda ocasión diputado federal, esta vez a la LVI Legislatura por la vía plurinominal; pasando de 1997 a 2000 al Senado de México como senador por lista nacional, ocupando en este periodo el cargo presidente de la Mesa Directiva en el primer periodo ordinario del segundo año de ejercicio; finalmente, en 2000 fue por tercera y última vez diputado federal plurinominal, a la LVIII Legislatura que concluyó en 2003 y en la que fue presidente de la comisión de Trabajo y Previsión Social; e integrante de la comisión de Educación Pública y Servicios Educativos.
Tras dejar el liderazgo de la CTM de Durango en 2016, se retiró de la actividad política activa, haciendo apariciones y externando opiniones de forma esporádica; hasta su fallecimiento acaecido el día 7 de julio de 2022, en la capital del estado de Durango.